# Davidaster rubiginosus
Davidaster rubiginosus is een haarster uit de familie Comatulidae.
De wetenschappelijke naam van de soort werd in 1869 gepubliceerd door Louis François de Pourtalès.